# Affrontements du 4 et 5 mai 2025 à Bruxelles
Le 4 mai 2025, lors d'une rencontre pour un match de football de Coupe de Belgique au stade Roi Baudouin à Bruxelles, en Belgique, entre le Club Bruges KV et le RSC Anderlecht, des affrontements ont lieu en marge de la rencontre dans plusieurs quartiers de la capitale belge.
Avant le match, des hooligans du Club Bruges se rassemblent en nombre et se dirigent vers les communes de Molenbeek-Saint-Jean et de Jette. Des incidents sont signalés, incluant des dégradations de commerces et des agressions physiques. Des vidéos diffusées sur les réseaux sociaux montrent des individus cagoulés s'en prenant à des commerces et à des passants,. Les autorités locales qualifient certains de ces actes de violences à caractère raciste « anti-arabe »,,,,,. Ces attaques suscitent une forte indignation au niveau national et dans la presse belge,.
Pendant la rencontre, des appels à la mobilisation circulent sur les réseaux sociaux, incitant des habitants de Bruxelles à se rassembler aux abords du stade et dans les stations de métro pour confronter les supporters brugeois. Vêtus de noir et pour la plupart masqués, les jeunes originaires de plusieurs quartiers bruxellois forment des groupes véhiculés dans le centre-ville, dans une escalade de violence attaquant tout supporter lié de loin ou de près à ce match de football. Des affrontements sporadiques ont lieu entre jeunes bruxellois et des supporters du Club Bruges et d'Anderlecht, nécessitant l'intervention des forces de l'ordre.
Après le match, aux alentours de la gare du Midi, une centaine de personnes se rassemblent pour empêcher le départ des supporters du Club Bruges par train. Une altercation dégénère, et un supporter brugeois est blessé par balle à la cheville dans un coup de feu tiré du camp des jeunes bruxellois,. Le parquet révèle 63 arrestations et 80 blessés dont quatre policiers et dont neuf ont été transportés à l'hôpital,,.
Le lendemain, le 5 mai 2025, des manifestations ont lieu dans le centre-ville de Bruxelles pour dénoncer les violences survenues la veille et l'absence d'une présence policière à Molenbeek lors des attaques. Ces rassemblements dégénèrent en affrontements avec la police, entraînant des dégradations supplémentaires et des interpellations,. Lors de cette journée, 14 arrestations supplémentaires ont lieu,.

## Contexte

### Antécédents du Club Bruges
Selon le sociologue Jean-Michel De Waele, les hooligans, agresseurs, appartiennent à un groupe structuré: les North Fanatics 13, ultras du Club Bruges KV connus pour leurs positions d’extrême droite,,. Lors des affrontements du 4 mai 2025, ce groupe d'ultras sont également accompagnés par des membres de Bruges Youth, un autre groupe lié aux North Fanatics.
Les North Fanatics comptent probablement près de 200 membres. Une vingtaine d’entre eux sont selon la presse de véritables irréductibles, très irascibles, qui contrôlent les jeunes de Bruges.  Des membres du noyau dur de hooligans de Lille et du FC Meppen, une équipe des régions basses d’Allemagne sont également présents avec les North Fanatics à Bruxelles.

### Situation en Belgique
En Belgique, les hooligans du Club Bruges sont connus pour tenir des propos antisémites, racistes et homophobes dans leur chants.

## Affrontements
Le 4 mai 2025, un groupe de supporters du Club Bruges KV arrive en grand nombre à la Gare de Bruxelles-Central, en provenance de Bruges, aux alentours de midi. Une petite partie des supporters se rendent dans les toilettes de la gare pour consommer de la drogue, selon des témoins. La police signale un premier incident vers 13h15, marquant une première confrontation avec des supporters du RSC Anderlecht.
Alors que les supporters se dirigent vers le stade Roi Baudoin en métro, certains hooligans frappent aux fenêtres et aux portes du métro, jusqu'à qu'une porte se détache. Le métro est alors contraint de s'arrêter, faisant descendre les supporters à la station Sainte-Catherine,. Une balade à pieds s'organise alors en rejoignant le quartier de Ribaucourt, dans la commune de Molenbeek-Saint-Jean, un quartier à forte population d’origine marocaine, en proférant des chants racistes et xénophobes. Ils y mènent des attaques verbales et physiques ciblant des personnes perçues comme maghrébines, qu'elles soient hommes, femmes ou enfants,,,. Selon le sociologue Jean-Michel De Waele, ces hooligans se sont rendus à Molenbeek dans l’intention explicite de « casser de l’Arabe »,.
Vers 15 heures, au cours de leur passage dans le quartier, le groupe parcours les rues de Molenbeek et s'arrête au café Brol Coffee House pour mener une première attaque : des clients sont pris pour cible et des chaises sont utilisées comme projectiles. Ils continuent alors leur parcours en s'arrêtant à un magasin de bricolage : ils agressent un commerçant, carreleur marocain de 73 ans ainsi que son fils de 22 ans, saccageant également leur magasin,,,,,. D’après les victimes et plusieurs témoins, les assaillants hurlaient « Où sont les musulmans ? », « Rentrez chez vous », tout en proférant des menaces de mort,,. Les deux hommes sont hospitalisés dans un état critique,.
Peu avant et pendant la rencontre, des appels à la violence circulent sur les réseaux sociaux, appelant la jeunesse bruxelloise à se rassembler aux abords du stade Roi Baudouin afin de mener des actions de représailles. Des agressions à l’arme blanche sont signalées dans plusieurs quartiers de Bruxelles, notamment à Molenbeek, Laeken, Saint-Gilles ainsi que dans certaines stations de métro dont Clemenceau,. D’un côté, des jeunes Bruxellois présentés comme « immigrés » par la presse francophone et d’origine marocaine selon la presse flamande ; de l’autre, des hooligans, majoritairement issus du groupe North Fanatics.
Après le match, de grands dégâts sont signalés dans le stade à hauteur de 70,000 euros,. Lors de la sortie des supporters brugeois, des affrontements directs ont lieu sur l'avenue Houba-de Strooper entre supporters brugeois et jeunes bruxellois. Selon un témoin brugeois, des chauffeurs de taxis bruxellois participaient également à la confrontation. Ces violences culminent par une masse de jeunes bruxellois à la gare de Bruxelles-Midi pour empêcher leur départ par train, entraînent également un coup de feu tiré à l’entrée, au cours de laquelle un supporter du Club Bruges est blessé par balle à la cheville,. Partout à Bruxelles, tout supporter lié au match Club Bruges - Anderlecht, est attaqué par des groupes masqués et véhiculés, faisant un grand nombre de victimes collatérales dont des enfants et des femmes.
À l’issue des affrontements, l’indignation est également vive du fait que des supporters de Bruges, sans aucun lien avec le hooliganisme, aient été délibérément agressés par de jeunes Bruxellois en représailles aux attaques racistes survenues à Molenbeek. Plusieurs supporters de Bruges ont été laissés pour morts : on leur a porté des coups à la tête alors qu’ils étaient inanimés au sol, des agresseurs prenant des photos et les diffusant ensuite sur les réseaux sociaux. Parmi les victimes blessés collatérales, il y a également des supporters du RSC Anderlecht. Dans le quartier de Porte de Hal, à Saint-Gilles, des jeunes agresseurs bruxellois tirent par les pieds un supporter dans un état critique jusqu’au centre de la place pour prendre une photo, ensuite partagée sur les réseaux sociaux. Sur la photo, on y voit le visage des agresseurs caché par des émojis, alors que l’un d’eux fait clairement un doigt d’honneur à la victime.
Un jour plus tard, un réseau social de hooligans du Club Bruges révèle se rendre à la Place de la Bourse où se déroule une manifestation pro-palestinienne. Rapidement, cet appel est relayé du côté des habitants de Bruxelles, provoquant un appel à la jeunesse bruxelloise via les réseaux sociaux pour se rendre sur place et confronter les hooligans de Bruges. Finalement, la présence de la jeunesse bruxelloise se tourne rapidement en une confrontation avec la police, provoquant une émeute dans une partie du centre-ville dont le Boulevard Maurice Lemonnier, le Boulevard du Midi et Porte d'Anderlecht.

## Victimes
Le 4 mai 2025, le parquet fait état de 80 blessés dont quatre policiers et dont neuf ont été transportés à l'hôpital,,. L'un d'entre eux est un supporter du Club Bruges KV âgé de 38 ans et originaire de Mol, qui reçoit une balle dans la cheville lors d’un coup de feu tiré à la gare de Bruxelles-Midi. Un autre supporter brugeois est victime d'un coup de couteau, alors que le métro faisait un arrêt à la station de Clemenceau. La majorité des supporters brugeois attaqués avait lieu à Molenbeek-Saint-Jean, sur l'avenue Houba-de Strooper, à Laeken, et à la gare du Nord.
En dehors des victimes brugeoises, au moins 40 supporters d'Anderlecht sont également victimes d'attaques de la part de jeunes bruxellois en groupe et véhiculés, bien qu'il n'aient aucun rapport avec l'attaque raciste qui avait lieu à Molenbeek-Saint-Jean par des hooligans brugeois.

## Auteurs
Le 4 mai 2025, le parquet annonce un total de 63 arrestations en lien avec les violences survenues en marge de la finale de la Coupe de Belgique,,.
Le 5 mai, deux suspects bruxellois sont interpellés pour leur implication présumée dans les actes de violence à caractère raciste commis par des hooligans du Club Bruges KV,. Au cours de la même journée, la police procède également à l’arrestation de douze autres individus dans le centre-ville de Bruxelles, en lien avec les émeutes ayant éclaté à partir de la Place de la Bourse.
Le 7 mai, la zone de police Bruxelles-Capitale/Ixelles appelle  toute personne disposant d'images montrant les violences perpétrées par des hooligans dans le centre-ville de Bruxelles et dans la commune de Laeken à les lui transmettre. Une task force judiciaire est mise sur pied pour analyser ces images et identifier les auteurs des agressions et dégâts commis en marge de la Coupe de Belgique.

## Hommage
Le 6 mai 2025, environ cent personnes se sont réunies au lieu des attaques racistes survenues à Molenbeek-Saint-Jean pour y déposer des fleurs en hommage aux victimes,. Cette commémoration, organisée par les habitants du quartier, a également rassemblé des personnalités politiques telles que Jamal Ikazban, Ahmed El Khannouss ainsi que le bourgmestre Amet Gjanaj.

## Réactions

### Belgique
Le Club Bruges KV condamne fermement les violences impliquant certains de ses supporters. Dans un communiqué, le club déclare : « Le Club Bruges coopérera avec la police pour identifier les personnes impliquées. Le football ne doit en aucun cas être une couverture pour la violence. »,.
Le bourgmestre de la ville de Bruxelles, Philippe Close, réagit également en affirmant : « Je condamne avec la plus grande fermeté les violences racistes commises par certains supporters brugeois. Ce sont des actes inacceptables et intolérables. Je remercie les forces de l'ordre pour leur intervention rapide. »
Le ministre de l'Intérieur, Bernard Quintin, déclare : "Nous condamnons fermement ces actes inacceptables. Les responsables des violences à Bruxelles doivent être sévèrement punis."
Le président des libéraux francophones Georges-Louis Bouchez dit condamner toutes sortes de violences avec la même fermeté, que ce soit d'un côté comme de l'autre et milite pour une création d'une police du métro ainsi qu'une fusion des zones pour la police.
Le député fédéral Groen Matti Vandemaele déclare que « cela n’a plus rien à voir avec le sport, c’est du terrorisme pur ». Il a également dénoncé « la violence, le vandalisme et le racisme » perpétrés par des hooligans dans les quartiers résidentiels de Bruxelles, qualifiant ces actes d’« inacceptables ». Selon lui, les clubs « connaissent souvent les auteurs et savent qui pose problème, mais laissent faire à chaque fois ». Il a appelé à un renforcement des mesures de sécurité autour des stades.
Alors que la femme politique Nadia Naji évoque un « groupe de hooligans d’extrême-droite », la co-présidente d'Ecolo, Marie Lecocq, note : « Ce ne sont pas de simples supporters brugeois qui ont commis des débordements à Molenbeek. C’est un groupe d’extrême-droite bien connu qui a organisé une chasse raciste dans des quartiers à des kilomètres du stade ».
Le politicien Ridouane Chahid qualifie les hooligans de « vermines qui sont venues salir Bruxelles », tandis que le politicien Ahmed Laaouej les qualfiie de « hordes de racailles […] venues casser et agresser des Bruxellois ». Ahmed El Khannouss évoque la question sur les raisons de la présence des hooligans sur le territoire de Molenbeek-Saint-Jean, ainsi que leur motivation à s'en prendre aux personnes maghrébines et musulmanes.
Amet Gjanaj, membre du Parti socialiste et bourgmestre faisant fonction de Molenbeek-Saint-Jean (en l’absence de Catherine Moureaux), déclare publiquement : « il a manqué d’un filtre en amont pour que ces gens ne viennent pas à Bruxelles. C’est inadmissible ce qui est arrivé ce dimanche ».
Le bourgmestre d'Anderlecht, Fabrice Cumps, prend des mesures en interdisant la présence des supporters du Club Bruges pour leur prochain match à Bruxelles,,,,. Cette décision est condamnée par le Club Bruges via un communiqué officiel. Le bourgmestre réplique en déclarant officiellement : « Ils ne sont pas responsables du maintien de l’ordre sur le territoire de la commune, moi oui ». La ministre flamande de Bruxelles, Cieltje Van Achter de la Nieuw-Vlaamse Alliantie, estime que la police n’a pas donné d’avis négatif sur la tenue du match et affirme que la sécurité pouvait être assurée. Elle estime que punir les supporters pour le comportement de quelques hooligans est injuste,.